# Urbain Caffi
Urbain Caffi (Legnano, 10 januari 1917 – Rancy, 16 maart 1991) was een Frans wielrenner. In 1944 werd hij Frans kampioen op de weg. 

## Palmares
1944
- GP des Alliés
- GP des Alliés Puteaux
- Frans kampioen op de weg, Elite
- Paris Omnium de la Route

1946
- GP des Sports
- 3e etappe Parijs-Nice

1948
- Boucles de la Seine

1949
- Nantua
- 6e etappe Ronde van Marokko

1950
- GP Union des commerçants de l'Aisne

1951
- 2e etappe Tour de la Manche

## Resultaten in voornaamste wedstrijden
| Jaar | Ronde van Italië | Ronde van Frankrijk | Ronde van Spanje |
| ---- | ---------------- | ------------------- | ---------------- |
| 1944 |                  |                     |                  |
| 1945 |                  |                     |                  |
| 1946 |                  |                     |                  |
| 1947 |                  | opgave              |                  |
| 1948 |                  | opgave              |                  |
| 1949 |                  |                     |                  |
| 1950 |                  |                     |                  |

| Jaar | Ronde van Vlaanderen | Parijs-Roubaix | Parijs-Tours | Parijs-Brussel |
| ---- | -------------------- | -------------- | ------------ | -------------- |
| 1944 |                      | 78e            |              |                |
| 1945 |                      |                | 8e           |                |
| 1946 | 14e                  |                |              |                |
| 1947 |                      |                |              |                |
| 1948 |                      |                | 56e          |                |
| 1949 |                      | 12e            | 8e           |                |
| 1950 |                      |                | Zilver       | 7e             |